# 碘酸铥
碘酸铥是一种无机化合物，化学式为Tm(IO3)3。它可由高碘酸和高碘酸铥在水中于160 °C的水热反应制得，其晶体也可以在沸腾的硝酸中结晶。它在水中的溶解度为1.467±0.001（25 °C，103 mol·dm−3），在水中加入二甲基亚砜，溶解度会降低。